# Acrocercops clisiopa
Acrocercops clisiopa är en fjärilsart som beskrevs av Edward Meyrick 1935. Acrocercops clisiopa ingår i släktet Acrocercops och familjen styltmalar.
Artens utbredningsområde är Taiwan. Inga underarter finns listade i Catalogue of Life.